# Алі аль-Сістані
Айятолла Сейід Алі аль-Хусейні аль-Сістані (араб. علي الحسيني السيستاني; перс. على حسينى سيستانى, народився 4 серпня 1930 р.), широко відомий як Айятолла Сістані, є одним із найвпливовіших іракських шиїтських марджів, який є іранського походження.
Він зображується як провідний духовний лідер іракських мусульман-шиїтів та один з найвищих священиків шиїтського ісламу. Він був включений в усі видання «The Muslim 500: найвпливовіших мусульман світу» в основному в першій десятці з 2009 року Він є одним із 8 марджів, згаданих в останньому виданні. У 2005 році Аль-Сістані потрапив до списку 100 найкращих інтелектуалів світу. У 2005 та 2014 роках він також був номінований на присудження Нобелівської премії за зусилля, спрямовані на встановлення миру.

## Біографія

### Раннє життя
Аль-Сістані народився в Мешхеді, в сім'ї релігійних кліриків, які, за їхніми тверженнями, походять від Хусейна ібн Алі, онука пророка Мухаммеда . Його батьком був Мохаммед-Бакір аль-Сістані, а його мати — донькою Рідхи аль-Мехребані аль-Сарабі.
Аль-Сістані розпочав свою релігійну освіту ще в дитинстві, спочатку в Мешхеді в хавзі свого батька, а потім продовжив навчання в Кумі . У Кумі він навчався у великого аятолли Хоссейна Бруджерді . Пізніше, в 1951 році, Аль-Сістані поїхав до Іраку, щоб навчатися в Наджафі у великого айятолли Абу аль-Касіма аль-Хої . Аль-Сістані піднявся до рангу муджтахідів у 1960 році, у віці тридцяти одного року.

### Великий Айятолла

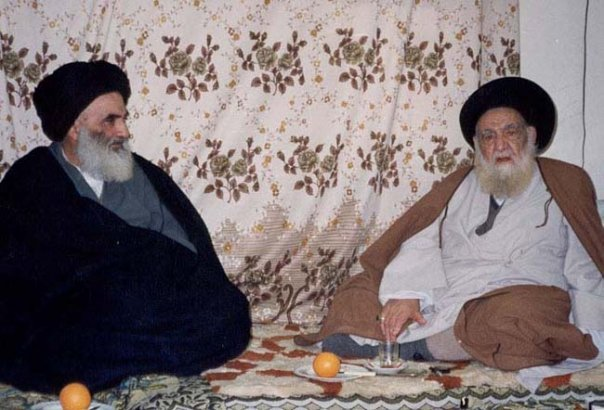
Алі аль-Сістані та Абу аль-Касім аль-Хої

Коли Аль-Хої помер у 1992 році, Абд аль-Ала аль-Сабзіварі ненадовго став провідним марджею. Однак, коли він помер у 1993 р., Аль-Сістані піднявся до чину Великого Айятолли шляхом традиційного визнання його авторитету колегами. Його роль наступника Аль-Хої була символічно закріплена, коли він керував молитвами на його похоронах. Він також успадкував більшість мережі послідовників Аль-Хої.

### Партія Баас
У роки правління Саддама Хусейна в Іраку Аль-Сістані вдавалося уникати жорстоких репресій та переслідувань, в результаті яких загинуло багато священнослужителів, включаючи Мохаммада аль-Садра, до вбивства якого в 1999 році Саддам Хусейн заперечував свою причетність. Лише в 1994 році мечеть аль-Сістані була насильно закрита і лишалася зачиненою до вторгнення в Ірак 2003 року .

### Роль у сучасному Іраку
З моменту повалення партії Баас Аль-Сістані відігравав все більшу роль у регіональних релігійних та політичних справах, і його називали «найвпливовішою» фігурою в Іраку в період після вторгнення військ Коаліції.
Незабаром після початку американського вторгнення, Сістані видав фетву, в якій радив духовенству шиїтів йти у політику, щоб краще направляти іракський народ до «більш чітких рішень» та боротися з «пропагандою засобів масової інформації».  З наближенням літа 2003 року Сістані та його послідовники почали подавати клопотання до окупаційних військ про конституційні збори. Пізніше Сістані закликав до демократичного народного голосування з метою формування перехідного уряду . Спостерігачі зазначили цей крок як шлях, що веде безпосередньо до політичного домінування шиїтів над урядом Іраку, оскільки мусульмани-шиїти складають приблизно 65 % всього іракського населення.  Згодом Сістані розкритикував плани уряду Іраку як такі що є недостатньо демократичними. 
На початку серпня 2004 року Сістані зазнав серйозних ускладнень зі здоров'ям, пов'язаних із раніше діагностованим захворюванням серця. Він поїхав до Лондона для лікування. Як повідомляється, це був перший випадок, коли Сістані покинув Ірак за десятиліття, і, можливо, це було частково зумовлено занепокоєнням щодо його безпеки від зростаючого міжконфесійного насильства. Хоча все ще остаточно не одужавши, Сістані повернувся пізніше того ж місяця, щоб укласти військове перемир'я в мечеті імама Алі в Наджафі, де Муктада аль-Садр і армія Махді були загнані в кут американськими та іракськими силами. Садр, який швидко набув популярності завдяки серії власних військових акцій, на початку 2004 року, з тих пір активно кидав виклик впливу Сістані на шиїтів.
Відомо, що укази Сістані надали багатьом іракським шиїтам привід для участі у виборах у січні 2005 року. У заяві від 1 жовтня 2004 року він закликав іракців визнати вибори «важливою справою». Незабаром після цього Аль-Сістані видав фетву, в якій попередив жінок-шиїток про те, що вони релігійно зобов'язані брати участь у виборах, навіть якщо їхні чоловіки заборонили їм голосувати. У опублікованій заяві Сістані зауважив, що "справді жінки, які йдуть до виборчих дільниць у день голосування, схожі на Зайнаб, яка пішла до Кербели ".
Він послідовно закликав іракських шиїтів не реагувати насильством на напади салафітів, які стали поширеними в регіонах Іраку, де домінують суніти, як-от район, відомий як " Трикутник смерті ", на південь від Багдада . Навіть після руйнування мечеті Аль-Аскарі в Самаррі в лютому 2006 року його мережа священнослужителів і проповідників продовжувала наполягати на спокої і говорила своїм послідовникам, що "вбивали їх не їхні сусіди суніти, а іноземні вахабіти ". Заклик Систані до єдності після вибуху мечеті допоміг контролювати потенційно небезпечну ситуацію, не даючи країні вступити в криваву межконфесійну війну. Те саме зробив Сістані, коли ту саму мечеть знову бомбили в 2007 році.
Змова з метою вбивства Сістані була зірвана 29 січня 2007 року, коли троє озброєних осіб із Джунд аль-Самаа були захоплені в готелі біля його офісу. Вважається, що це була частина більшої атаки на низку цілей у Наджафі.
У відкритому онлайн-опитуванні 2005 року Алі аль-Сістані був обраний 30-м найвищим інтелектуалом у світі у списку 100 найкращих громадських інтелектуалів за версією Prospect (Велика Британія) та Foreign Policy (США).
13 червня 2014 року Сістані закликав іракців підтримати уряд проти " ІДІЛ, яка захопила Мосул і Тикрит і погрожували Багдаду. Пізніше, у червні 2014 року, Сістані переглянув свою заяву та випустив фетву, в якій закликав «громадян захищати країну, її народ, честь громадян та його священні місця» проти ІДІЛ.
Сістані заявив, що іракський уряд та поліція несуть відповідальність за вбивства протестуючих під час іракських протестів 2019–20 . Він попросив уряд притягнути до відповідальності тих, хто віддав команду розстрілювати протестуючих. Айятолла рідко висловлює свою думку щодо політики, за винятком крайніх випадків. Протести охарактеризовані як найгірше насильство в Іраку з часу розбиття ІДІЛ у 2017 році. Місяцем пізніше, у листопаді 2019 року, у відповідь на смерть трьох іракських демонстрантів, Сістані заявив: "Жодна особа чи група, жодна сторона з певним поглядом, жоден регіональний чи міжнародний суб'єкт не може скористатися волею іракського народу та нав'язати їм свою волю ".

### Благодійність
Як провідний священик у Наджафі, Сістані контролює суми, що складають мільйони доларів США. Його послідовники пропонують йому фіксовану частину заробітку (хумс), яка використовується на освітні та благодійні цілі. За даними офісу Сістані вони підтримують 35 000 студентів у Кумі, 10 000 у Мешхеді та 4 000 у Ісфахані . Він також контролює мережу представників (вакілів), "які, у всі можливі способи пропагують його погляди в районах, мечетях, базарах та семінаріях від Кіркука до Басри ".

## Критика та суперечки

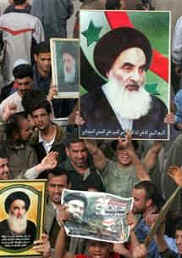
Протест проти «Аль-Джазіри»

### Аль-Джазіра
У травні 2007 року сотні шиїтів вийшли на демонстрацію в Басрі та Наджафі на знак протесту проти коментарів телеведучого та журналіста Ахмеда Мансура під час трансляції телепрограм « Аль-Джазіра» . Під час телепередачі Мансур висловив скептицизм щодо керівних повноважень Аль-Сістані, направляючи запитання про священнослужителя, своєму гостю, шиїтському священнослужителю Джаваду аль-Халсі . Мансур також припустив, що Аль-Сістані не володіє інформацєю про сучасні проблеми та повоєнні складнощі в Іраці, і він стверджував, що укази Сістані були, в основному, написані та розповсюджені помічниками. В інший момент, Мансур запитав Халсі, чи США використовують іракських політиків, а також Аль-Сістані, для просування західних інтересів в країні.

### Саудівський клірик
У січні 2010 р. Під час джума-хутби (проповідь у п'ятницю) саудівський священнослужитель Мохамад аль-Арефе рішуче критикував Аль-Сістані, називаючи його атеїстом і описуючи його поведінку як «розпусну». Висловлювання викликали протест його послідовників в Іраку, Кумі та Лівані та про що прем'єр-міністр Іраку Нурі аль-Малікі дорікнув саудівській релігійній владі. Заснована в Лівані ісламістська бойова організація «Хізболла» також засудила напад на Аль-Сістані, назвавши цю промову «недоброчесною», в той же час похваливши Аль-Сістані як одного з «найбільш відомих релігійних авторитетів шиїтського ісламу».

## Номінація на Нобелівську премію миру
4 березня 2014 року коментатор Daily Telegraph Колін Фріман опублікував статтю , в якій назвав Алі аль-Сістані найбільш відповідним кандидатом на Нобелівську премію миру . Він також повідомив, що на початку 2006 року його висунула на здобуття премії група іракських християн.
8 березня 2014 року Тегеран Таймс повідомив, що група членів іракського парламенту оголосила, що має намір висунути Алі аль-Сістані на Нобелівську премію миру 2014 року.
Томас Л. Фрідман, колишній глава бюро The New York Times в Бейруті і Єрусалимі (1982-88), запропонував айятоллу аль-Сістані на номінацію в 2005 році в статті, опублікованій в The New York Times від 20 березня 2005 року

## Опіка над ісламськими юристами (Вілаят аль-Фікх)
Як і його попередник Аль-Хої, Аль-Сістані не повністю підтримує теорію, відому як Опіка над ісламськими юристами, яку впровадив покійний великий аятолла Рухолла Хомейні, в Ірані і яка на сьогодні існує і забезпечується урядом Ірану через власну конституцію та його верховним лідером, аятолою Алі Хаменеї і найвищою релігійною владою країни . Наукові погляди Сістані щодо опіки нагадують погляди Аль-Хої, але різняться у кількох аспектах. Крім того, основна різниця між інтерпретацією Сістані та інтерпретацією великих айятолл Хомейні та Хаменеї, як повідомляється, полягає в діапазоні влади, який великий айятолла має в управлінні ісламською спільнотою . Аль-Сістані публічно стверджує, що його інтерпретація доктрини надає більшу владу айятолам, ніж інтерпретація Аль-Хої, але меншу ніж Хомейні або Хаменеї: Щодо конкретного питання про послух верховному лідеру, Сістані сказав, що будь-яке виголошення верховного лідера «витісняє всіх (у тому числі висловлених іншими марджами»), якщо тільки не буде доведено, що ці висловлювання є неправильними або не було доведено, що вони проти того, що є в Корані чи в релігійних традиціях ".
Крім того, замість того, щоб виступати за правління ісламських священнослужителів або за фундаменталістські правові погляди, тобто «Коран як конституцію», Сістані віддає перевагу більш спокійній перспективі, пов'язаній із забезпеченням цінностей та настанов щодо соціального порядку (Nizam al-mujama) як визнаної, головної ролі ісламу .
Крім того, за словами Садега Зібакалама, професора політології з Тегеранського університету, аль-Сістані постійно уникає підтримки суворого тлумачення теорії, особливо абсолютної опіки, і явно не пропонує жодного суттєвого підтвердження теорії в цілому (включаючи обмеженої опіки); тим самим створюючи "велику прогалину " у «великому ідеологічному сценарії» Ісламської Республіки Іран.
За словами вченого Валі Насра, незважаючи на незгоду Сістані з правлячими кліриками Ірану, він «ніколи не намагався вдатися до суперництва» між своїм релігійним центром у Наджафі та іранським центром у Кумі, і ніколи не робив жодних коментарів щодо протистоянь між реформаторами та консерваторами в Кумі або між кліриками в Лівані

## Праці

### Твори перекладені англійською мовою
- Актуальні юридичні проблеми
- Кодекс практики для мусульман на Заході
- Ритуали хаджу
- Ісламські закони
- Юриспруденція спрощена
- Сучасні правові постанови в шиїтському праві

### Інші
У його відомстві зазначається, що існує ще тридцять два твори, але вони не перекладені англійською мовою.

## Інтернет
Працюючи з шиїтськими комп'ютерними програмістами та іншими фахівцями, аль-Сістані спонсорував створення міжнародного вебресурсу Глобального інформаційного центру, і відтоді його називають «великим електронним айятоллою».

### Кібератаки
18 вересня 2008 року хакери напали на сотні шиїтських вебсайтів. Як повідомляється, напади були роботою мусульманської фракції, що базується на Аравійському півострові, яка пов'язана із суворими формами ісламу Салафі та Вахабі. Вони атакували приблизно три сотні шиїтських вебсайтів, включаючи The Ahlulbayt .

## Публічні виступи
Аль-Сістані, як відомо, уникав публічних виступів, незважаючи на широку популярність. На практиці Аль-Сістані ніколи не виголошував публічних проповідей або промов, він публікує офіційні заяви лише через «офіційних представників». Пізніше ці заяви транскрибуються та розміщуються на офіційній вебсторінці Сістані з офіційним штампом Великого Аятолли, що вказує на достовірність зауважень. Хоча Аль-Сістані з'явився у кількох коротких відео, він нічого не говорить у цих відео і, як правило, нерухомий. Єдиний відомий публічний запис голосу Сістані — це коротка лекція аль-Сістані для студентів на перській мові. В іншому відео Аль-Сістані зображений на задньому плані під час розмови з колегою-кліриком, знову ж перською мовою.

## Особисте життя
Аль-Сістані одружений на дочці Мухаммада-Хасана аль-Ширазі († 1972), онуку Мірзи Ширазі . Має двох синів; Мухаммед-Рідха та Мухаммед-Бакір.

## Дивитися також
- Абу аль-Касім аль-Кеї
- Абд аль-Ала аль-Сабзіварі
- Наджафська семінарія